# Zhengzhou Open 2023
Zhengzhou Open 2023, oficiálně Bank of Communications Zhengzhou Open 2023, byl tenisový turnaj na ženském profesionálním okruhu WTA Tour hraný v Čengčouském tenisovém centru. Sedmý ročník Zhengzhou Open probíhal mezi 8. až 15. říjnem 2023 v čínském Čeng-čou na dvorcích s tvrdým povrchem DecoTurf. Čínská část okruhu byla v letech 2020 a 2021 zrušena kvůli pandemii covidu-19. Od prosince 2021 do dubna 2023 WTA bojkotovala čínské turnaje v důsledku kauzy zmizení čínské tenistky Pcheng Šuaj.
Turnaj dotovaný 780 637 dolary patřil do kategorie WTA 500. Nejvýše nasazenou singlistkou se po odhlášení Gauffové s Rybakinovou stala šestá tenistka světa Maria Sakkariová z Řecka, kterou ve druhém kole vyřadila Čeng Čchin-wen. V důsledku invaze Ruska na Ukrajinu na konci února 2022 řídící organizace tenisu ATP, WTA a ITF s grandslamy rozhodly, že ruští a běloruští tenisté mohli dále na okruzích startovat, ale do odvolání nikoli pod vlajkami Ruska a Běloruska.
Druhý singlový titul na okruhu WTA Tour vybojovala 21letá Číňanka Čeng Čchin-wen. Po Li Na a Čeng Saj-saj se stala třetí čínskou šampionkou v kategorii WTA 500. Čtyřhru ovládly Kanaďanka Gabriela Dabrowská s Novozélanďankou Erin Routliffeovou, které získaly druhou společnou trofej.

## Rozdělení bodů a finančních odměn

### Rozdělení bodů
| Soutěž  | Soutěž       | vítězové | finalisté | semifinalisté | čtvrtfinalisté | 16 v kole | 32 v kole | Q  | Q2 | Q1 |
| ------- | ------------ | -------- | --------- | ------------- | -------------- | --------- | --------- | -- | -- | -- |
| dvouhra | [ 4 ] [ 10 ] | 470      | 305       | 185           | 100            | 55        | 1         | 25 | 13 | 1  |
| čtyřhra | [ 11 ]       | 470      | 305       | 185           | 100            | 1         | —         | —  | —  | —  |

### Finanční odměny
| Soutěž                                | Soutěž       | vítězové  | finalisté | semifinalisté | čtvrtfinalisté | 16 v kole | 32 v kole | Q2      | Q1      |
| ------------------------------------- | ------------ | --------- | --------- | ------------- | -------------- | --------- | --------- | ------- | ------- |
| dvouhra                               | [ 4 ] [ 10 ] | 120 150 $ | 74 161 $  | 43 323 $      | 21 075 $       | 11 500 $  | 8 310 $   | 5 590 $ | 2 860 $ |
| čtyřhra                               | [ 11 ]       | 40 100 $  | 24 300 $  | 13 900 $      | 7 200 $        | 4 350 $   | —         | —       | —       |
| částka ve čtyřhrách je uvedena na pár |              |           |           |               |                |           |           |         |         |

## Ženská dvouhra

### Nasazení
| Stát                         | Hráčka                 | WTA | Nasazení |
| ---------------------------- | ---------------------- | --- | -------- |
| USA                          | Coco Gauffová          | 3.  | 1.       |
| Kazachstán                   | Jelena Rybakinová      | 5.  | 2.       |
| Řecko                        | Maria Sakkariová       | 6.  | 3.       |
| Tunisko                      | Ons Džabúrová          | 7.  | 4.       |
| Česko                        | Karolína Muchová       | 9.  | 5.       |
| Francie                      | Caroline Garciaová     | 10. | 6.       |
| Česko                        | Barbora Krejčíková     | 12. | 7.       |
|                              | Darja Kasatkinová      | 13. | 8.       |
|                              | Veronika Kuděrmetovová | 16. | 9.       |
| Chorvatsko                   | Donna Vekićová         | 21. | 10.      |
|                              | Ljudmila Samsonovová   | 22. | 11.      |
| Žebříček WTA k 2. říjnu 2023 |                        |     |          |

### Jiné formy účasti
Následující hráčky obdržely divokou kartu do hlavní soutěže:
- Paj Čuo-süan
- Coco Gauffová
- Kuo Chan-jü

Následující hráčky postoupily z kvalifikace:
- Nao Hibinová
- Ellen Perezová
- Laura Siegemundová
- Lesja Curenková
- Kateryna Volodková
- Věra Zvonarevová

Následující hráčky postoupily z kvalifikace jako šťastné poražené:
- Tímea Babosová
- Tamara Korpatschová
- Diana Šnajderová
- Mojuka Učidžimová

### Odhlášení
před zahájením turnaje
- Belinda Bencicová → nahradila ji  Anhelina Kalininová
- Jennifer Bradyová → nahradila ji  Tímea Babosová
- Coco Gauffová → nahradila ji   Diana Šnajderová
- Madison Keysová → nahradila ji  Jasmine Paoliniová
- Karolína Muchová → nahradila ji  Mojuka Učidžimová
- Jelena Rybakinová → nahradila ji  Tamara Korpatschová
- Markéta Vondroušová → nahradila ji  Lucia Bronzettiová

## Ženská čtyřhra

### Nasazení
| Stát                                                                        | Hráčka              | Stát        | Hráčka            | WTA | Nasazení |
| --------------------------------------------------------------------------- | ------------------- | ----------- | ----------------- | --- | -------- |
| Kanada                                                                      | Gabriela Dabrowská  | Nový Zéland | Erin Routliffeová | 24. | 1.       |
| USA                                                                         | Desirae Krawczyková | Nizozemsko  | Demi Schuursová   | 24. | 2.       |
| Japonsko                                                                    | Šúko Aojamová       | Japonsko    | Ena Šibaharaová   | 31. | 3.       |
| Německo                                                                     | Laura Siegemundová  |             | Věra Zvonarevová  | 32. | 4.       |
| Žebříček WTA k 2. říjnu 2023; číslo je součtem umístění obou členek dvojice |                     |             |                   |     |          |

### Jiné formy účasti
Následující pár obdržel divokou kartu:
- Kuo Chan-jü /  Ťiang Sin-jü

## Přehled finále

### Ženská dvouhra
- Čeng Čchin-wen vs.  Barbora Krejčíková, 2–6, 6–2, 6–4

### Ženská čtyřhra
- Gabriela Dabrowská /  Erin Routliffeová vs.  Šúko Aojamová /  Ena Šibaharaová, 6–2, 6–4